# Peugeot 204
Der Peugeot 204 ist ein Pkw von Peugeot und wurde von Frühjahr 1965 bis Sommer 1976 hergestellt. Mit ihm brachte das französische Unternehmen nach längerer Pause wieder ein Fahrzeug der  unteren Mittelklasse auf den Markt, denn der Peugeot 202 war im Jahr 1949 eingestellt worden. Der 204 war zudem der erste Peugeot mit Frontantrieb und Scheibenbremsen an der Vorderachse.
Der intern als „projet D 12“ entwickelte 204 wurde am 23. April 1965 in Paris vorgestellt und war zwischen 1969 und 1971 in Frankreich das meistverkaufte Auto.

## Technik
Die moderne Konstruktion hat technisch mit den eher konservativen Mittelklassemodellen 403 und 404 nichts gemein: Der 204 hat an Vorder- und Hinterachse Einzelradaufhängung: vorn  an MacPherson-Federbeinen und Querlenkern, hinten gezogene Schwingen. Der quer eingebaute 1130-cm³-Motor mit obenliegender Nockenwelle mit Kettenantrieb und v-förmig hängenden Ventilen hat eine maximale Leistung von 39 kW (53 PS) bei 5750/min und ein maximales Drehmoment von 80,4 Nm bei 3500/min. Die Leistung variiert je nach Baujahr zwischen 53 PS und 58 PS. Der Motor ist kurzhubig (Bohrung × Hub: 75 mm × 64 mm) ausgelegt. Motorblock (mit nassen Laufbuchsen aus Grauguss) und Zylinderkopf bestehen aus einer Aluminiumlegierung. Das Vierganggetriebe liegt unter dem Motor und wird mit Motoröl geschmiert und hat im 204 stets eine Lenkradschaltung. Der Kühler sitzt vorn und wird parallel zur Fahrtrichtung durchströmt. Daher läuft der Keilriemen vom Quermotor zum längs eingebauten Ventilator quasi rechtwinklig über zwei Umlenkrollen. Bei frühen Baureihen des 204 wird die obere dieser Umlenkrollen durch die senkrecht montierte Lichtmaschine gebildet. Erst spätere Baujahre haben eine konventionell montierte und über einen zweiten Keilriemen angetriebene Lichtmaschine, hier gibt es eine zweite echte Umlenkrolle. Der umgelenkte Keilriemen treibt auch einen auf der Wasserpumpe sitzenden, elektromagnetisch gekuppelten Kühlerventilator an. In der ersten Serie wurde der 204 noch mit offenen Gelenkwellen ausgeliefert, die nach kurzer Zeit durch Antriebswellen mit Gummimanschetten ersetzt wurden.
Ab 1968 wurde auch eine Dieselvariante angeboten. Mit 1255 cm³ und einer Leistung von 40 PS (29 kW) war er damals der kleinste Diesel-Pkw der Welt.
Die Karosserie des Peugeot 204 weist einen auffallend langen Radstand auf, ähnlich dem des Morris 1100. Für den Peugeot war ursprünglich eine sehr ähnliche, von Pininfarina gestaltete Vollheck-Karosserie angedacht. Für die Serienproduktion wurde dann doch eine Stufenheck-Variante gewählt, wobei der lange Radstand beibehalten wurde.

## Karosserieversionen
Vom 204 wurden fünf Varianten wurden angeboten:
- viertürige Stufenhecklimousine (Juni 1965 bis Juli 1976)
- fünftüriger Kombi („Break“, Januar 1967 bis Juli 1976)
- dreitüriges Coupé (Januar 1967 bis März 1970)
- zweitüriges Cabriolet (Januar 1967 bis März 1970)
- dreitüriger Kleinlieferwagen („Fourgonnette“, Oktober 1966 bis Juni 1976)

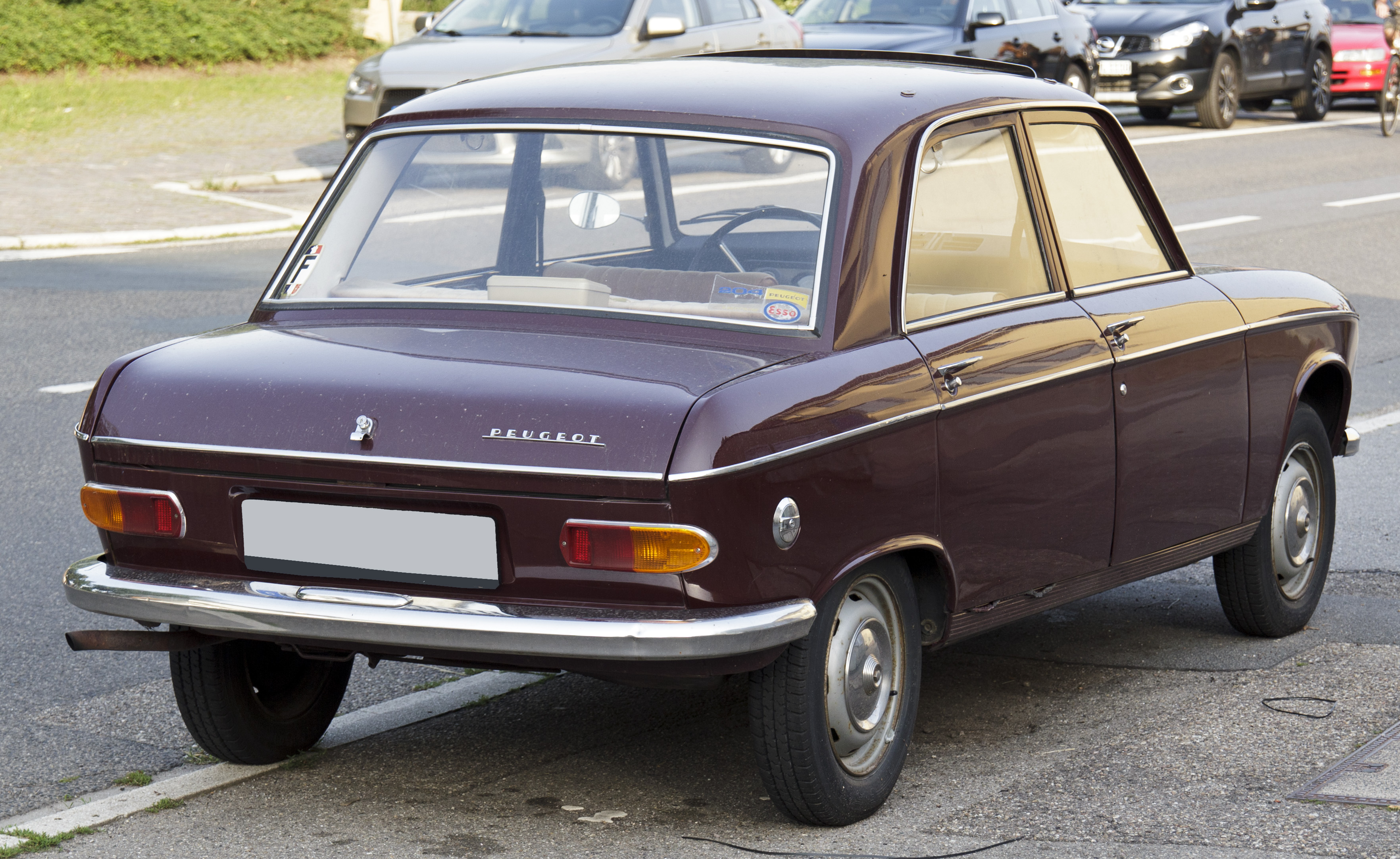
Heckansicht
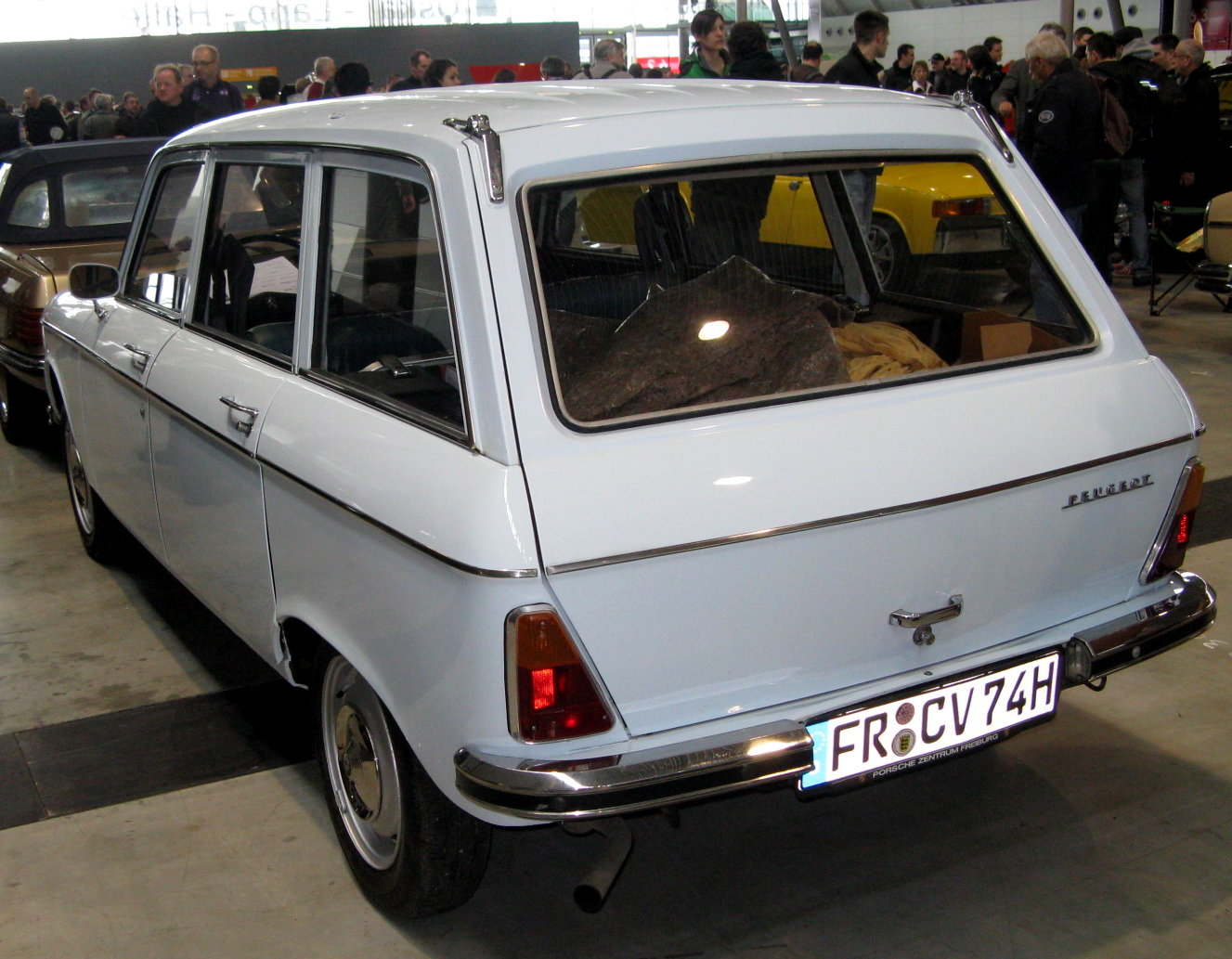
Peugeot 204 Break (1967–1976)
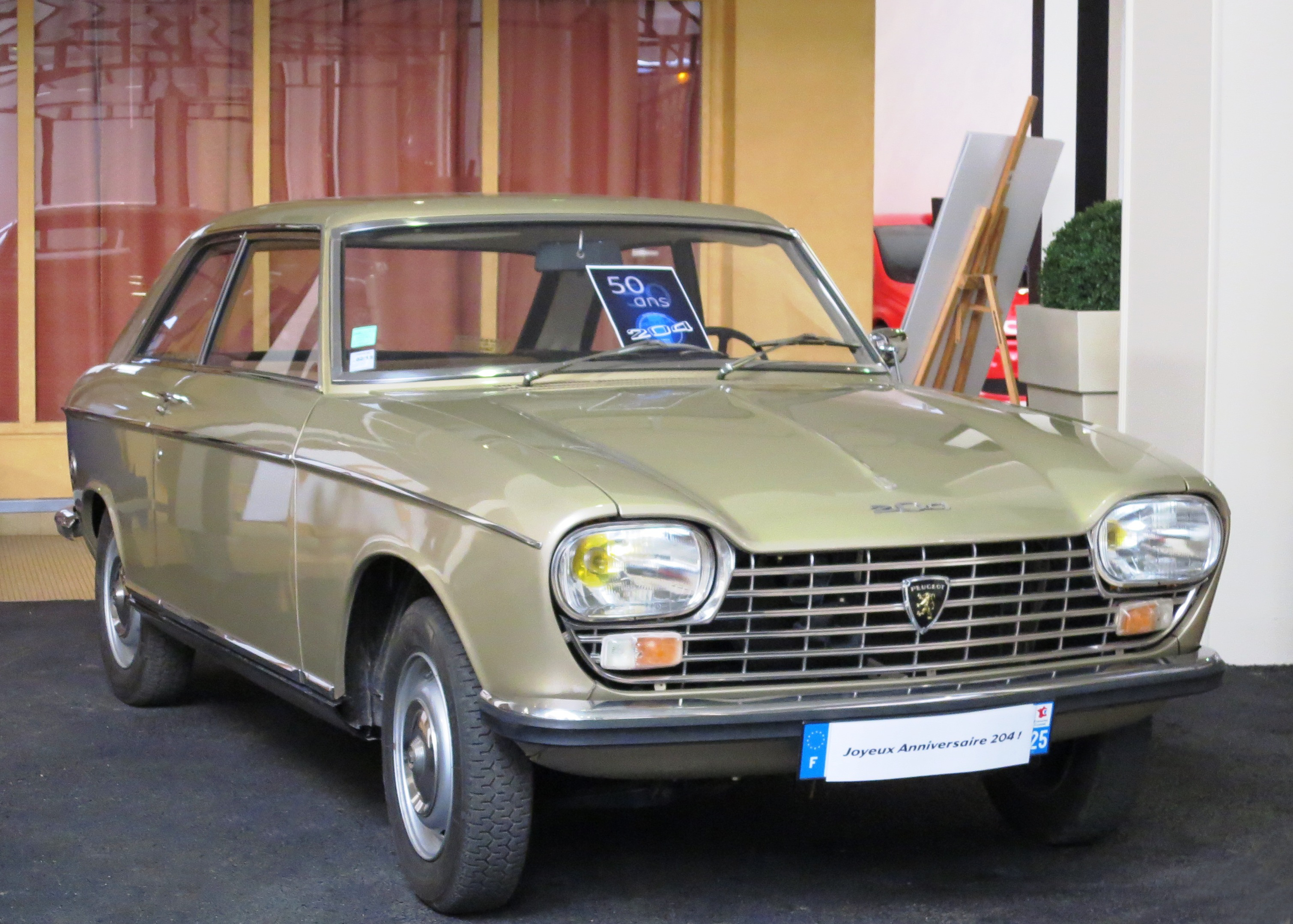
Peugeot 204 Coupé (1967–1970)
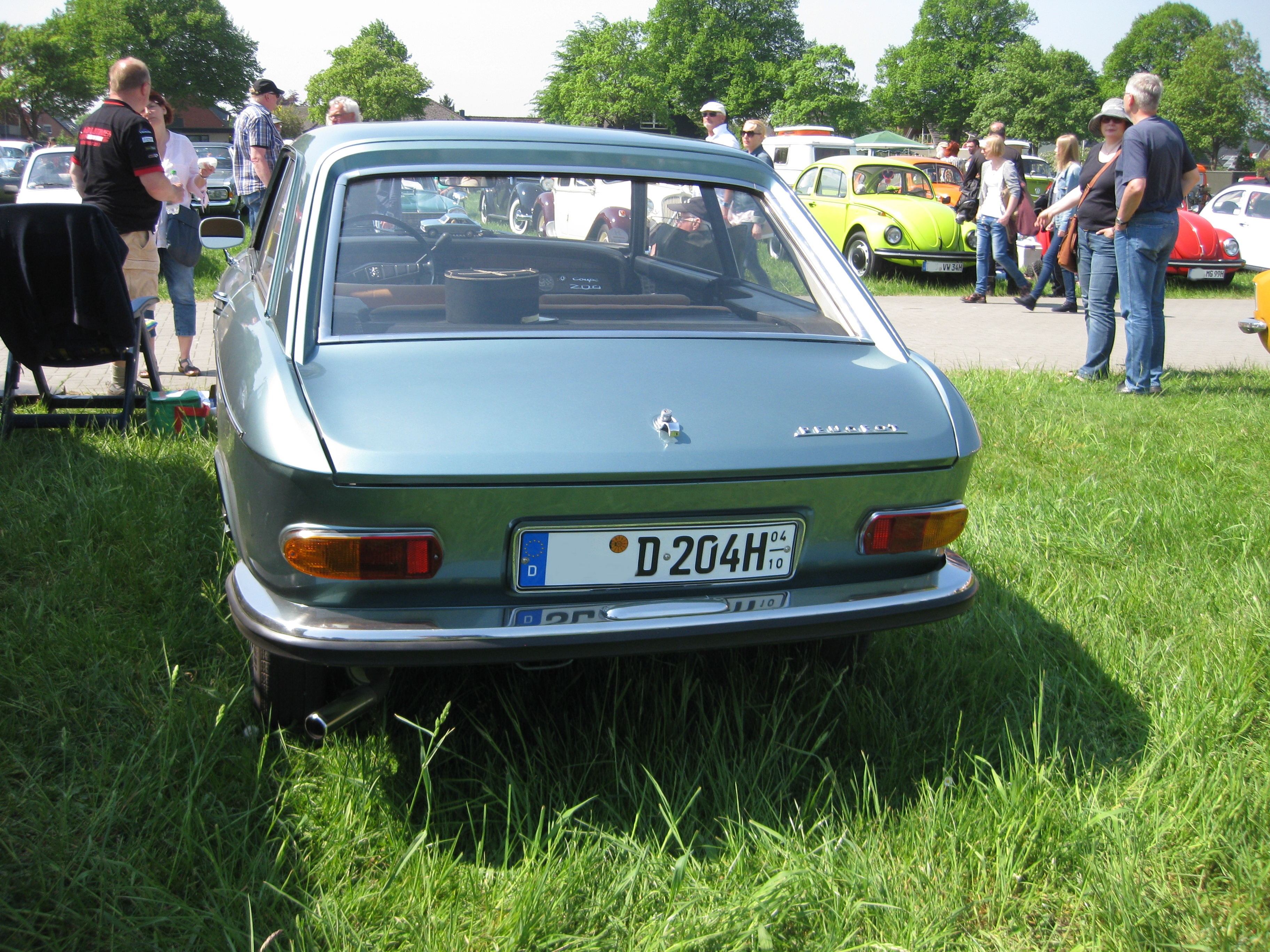
Heckansicht des 204 Coupé
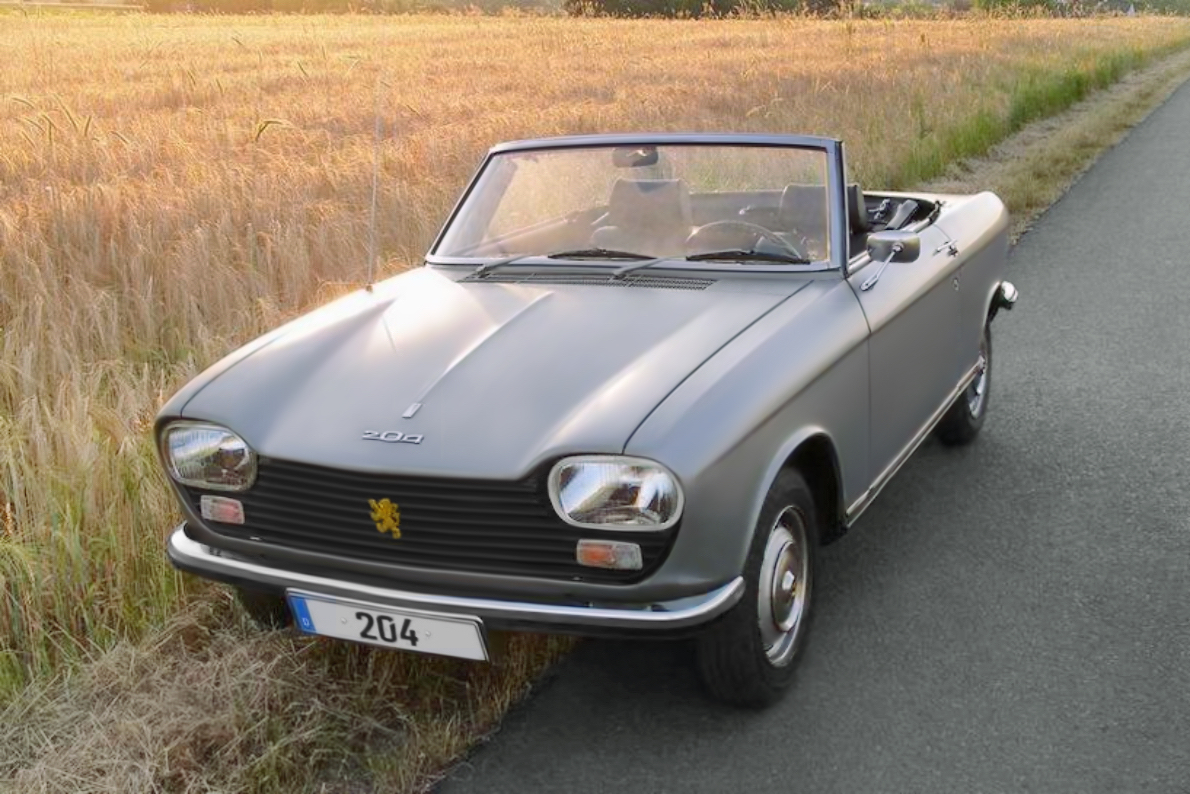
Peugeot 204 Cabriolet (1967–1970)

Bei den ersten gebauten Peugeot 204 befand sich noch zwischen den Rückleuchten der Peugeot-Löwe, das Kennzeichen war unterhalb der Stoßstange angebracht.
Im Herbst 1969 wurde eine überarbeitete Version mit größerem Motor (1300 cm³), geänderten Kotflügeln, Kühlergrill und Scheinwerfern und um 15 cm verlängertem Heck mit größeren Rückleuchten als 304 vorgestellt.
Die Produktion des 204 lief jedoch bis Sommer 1976 als Limousine und Break mit nur wenigen Veränderungen weiter, während Coupé und Cabrio ab Frühjahr 1970 nur noch als 304 erhältlich waren.